# Сусловский сельсовет (Башкортостан)
Сусловский сельсовет — муниципальное образование в Бирском районе Башкортостана.

## История
Согласно «Закону о границах, статусе и административных центрах муниципальных образований в Республике Башкортостан» имеет статус сельского поселения.
Закон Республики Башкортостан от 17 декабря 2004 г. N 125-З «Об изменениях в административно-территориальном устройстве
Республики Башкортостан, изменениях границ и преобразованиях муниципальных образований в Республике Башкортостан», ст. 1, ч. 134 гласит:

134. Изменить границы Емашевского и Сусловского сельсоветов Бирского района согласно представленной схематической карте, передав село Малосухоязово Емашевского сельсовета в состав территории Сусловского сельсовета.

(абзац введен Законом РБ от 29.12.2006 № 404-з)

Объединить Осиновский и Емашевский сельсоветы Бирского района с сохранением наименования Осиновский сельсовет с административным центром в селе Осиновка, исключив Емашевский сельсовет из учетных данных.

## Население
| 2002  | 2009  | 2010  | 2012  | 2013  | 2014  | 2015  |
| ----- | ----- | ----- | ----- | ----- | ----- | ----- |
| 1385  | ↗1522 | ↗1523 | ↘1460 | ↗1462 | ↘1452 | ↗1456 |
| 2016  | 2017  |       |       |       |       |       |
| ↘1401 | ↗1420 |       |       |       |       |       |

## Состав сельского поселения
| № | Населённый пункт | Тип населённого пункта       | Население |
| - | ---------------- | ---------------------------- | --------- |
| 1 | Суслово          | село, административный центр | ↗647      |
| 2 | Малосухоязово    | село                         | ↘607      |
| 3 | Шестыково        | село                         | ↗217      |
| 4 | Десяткино        | село                         | ↗42       |
| 5 | Демидовский      | хутор                        | ↗10       |